# Tadeu Franco
Tadeu Franco, nome artístico de Geraldo Tadeu Pereira Franca (Medina, 19 de agosto de 1957) é um cantor, compositor e violonista brasileiro.
Com Celso Adolfo, ele venceu em 1983 o Festival Canção de Boa Esperança, atualmente Festival Nacional da Canção. Seu primeiro disco, Cativante, de 1984, foi produzido e dirigido por Milton Nascimento, contando com arranjos de Wagner Tiso e Túlio Mourão e participação de Cláudio Venturini, Márcio Montarroyos e Nivaldo Ornelas.

## Discografia
Ao longo de três décadas, Tadeu Franco lançou 5 álbuns.
- (2008) Pop Roça
- (2004) Em nome do amor
- (1995) Orlando
- (1990) Alma Animal
- (1984) Cativante